# Tito Sumarsono
Tito Sumarsono (ur. 24 kwietnia 1959 w Dżakarcie) – indonezyjski piosenkarz i twórca utworów popowych.
Swoją karierę muzyczną rozpoczął w 1985 roku, kiedy to wyszedł jego debiutancki album. Wylansował  przeboje „Kamu” i „Untukmu”.
Z czasem zaczął komponować utwory dla innych artystów. Na swoim koncie ma szereg kompozycji muzycznych, które stały się hitami lat 80. i 90. W trakcie swojej kariery współpracował z różnymi piosenkarzami, jak np. Chrisye, który wykonał utwory „Pergilah Kasih”, „Kisah Cintaku” i „Rindu Ini”. Jego piosenka pt. „Kaulah Segalanya” została spopularyzowana przez Ruth Sahanayę i odniosła sukces jako główny przebój artystki.
Wypromował girlsband Beerou (z indonez. biru – „niebieski”). W późniejszym okresie został nauczycielem muzyki dla dzieci autystycznych.